# Ruby (znaki)
Rubi (jap. ルビ;  używa się także zapisu ruby) – małe znaki zapisu fonetycznego, umieszczane ponad chińskimi (hànzì) i japońskimi (kanji) ideogramami lub po prawej ich stronie. Wskazują one wymowę znaku, alternatywny odczyt lub wyjaśnienie. Dla pisma japońskiego używa się słowa furigana. Furigana (rubi) jest także używana jako przewodnik wymowy dla mało znanych lub wyjątkowo trudnych znaków.
| Tokio | とう | きょう |   | トウ | キョウ |   | tō | kyō | Ruby zapisane hiraganą, katakaną i rōmaji |
| Tokio | 東   | 京     | , | 東   | 京     | , | 東 | 京  | Ruby zapisane hiraganą, katakaną i rōmaji |

| Pekin | ㄅㄟˇ | ㄐㄧㄥ |   | běi | jīng | Ruby w bopomofo (zhuyin) i pinyin |
| Pekin | 北    | 京     | , | 北  | 京   | Ruby w bopomofo (zhuyin) i pinyin |